# Nina Sterckx
Nina Sterckx, née le 26 juillet 2002, est une haltérophile belge.

## Carrière
Nina Sterckx est médaillée de bronze au total dans la catégorie des moins de 55 kg aux Championnats d'Europe d'haltérophilie 2021 à Moscou. Elle dispute les Jeux olympiques de Tokyo cette année-là, terminant 5e dans la catégorie des moins de 49 kg.
Aux Championnats d'Europe d'haltérophilie 2022 à Tirana, elle obtient la médaille de bronze à l'arraché, à l'épaulé-jeté ainsi qu'au total dans la catégorie des moins de 55 kg.
Elle est médaillée d'argent à l'arraché, à l'épaulé-jeté et au total dans la catégorie des moins de 59 kg aux Championnats d'Europe d'haltérophilie 2023 à Erevan.
En août 2024, Sterckx a participé à l'épreuve féminine des 49 kg aux Jeux olympiques d'été de 2024 qui se sont déroulés à Paris, en France, en terminant à la 12ème place après avoir perdu du poids. Elle a échoué à trois reprises pour soulever 86 kg à l'arraché et n'a pas participé à l'épaulé-jeté. Elle fut acclamée aux Jeux olympiques de 2024 ,.
Elle est médaillée d'or à l'arraché, médaillée d'argent au total et médaillée de bronze à l'épaulé-jeté dans la catégorie des moins de 59 kg aux Championnats d'Europe d'haltérophilie 2025 à Chișinău.